# Зелёный Бор (Вельский район)
Зелёный Бор — посёлок в Вельском районе Архангельской области. Входит в состав Усть-Вельского сельского поселения.

## География
Посёлок расположен в южной части области на расстоянии примерно в 3 километрах по прямой к северо-западу от районного центра Вельска.
Часовой пояс
Посёлок Зелёный Бор как и вся Архангельская область, находится в часовой зоне МСК (московское время). Смещение применяемого времени относительно UTC составляет +3:00.

## Население
| 2002 | 2010 | 2012 | 2014 |
| ---- | ---- | ---- | ---- |
| 116  | ↘115 | ↗143 | ↗145 |

Национальный состав
Согласно результатам переписи 2002 года, в национальной структуре населения русские составляли 100 % из 116 чел..